# Grüner Anis-Trichterling
Der Grüne Anis-Trichterling (Collybia odora, Syn.: Clitocybe odora) ist eine Pilzart aus der Familie der Ritterlingsverwandten. Sein wohl markantestes Merkmal ist der Anisgeruch. Er wächst in kleinen Gruppen in Nadel- und Laubwäldern.

## Merkmale

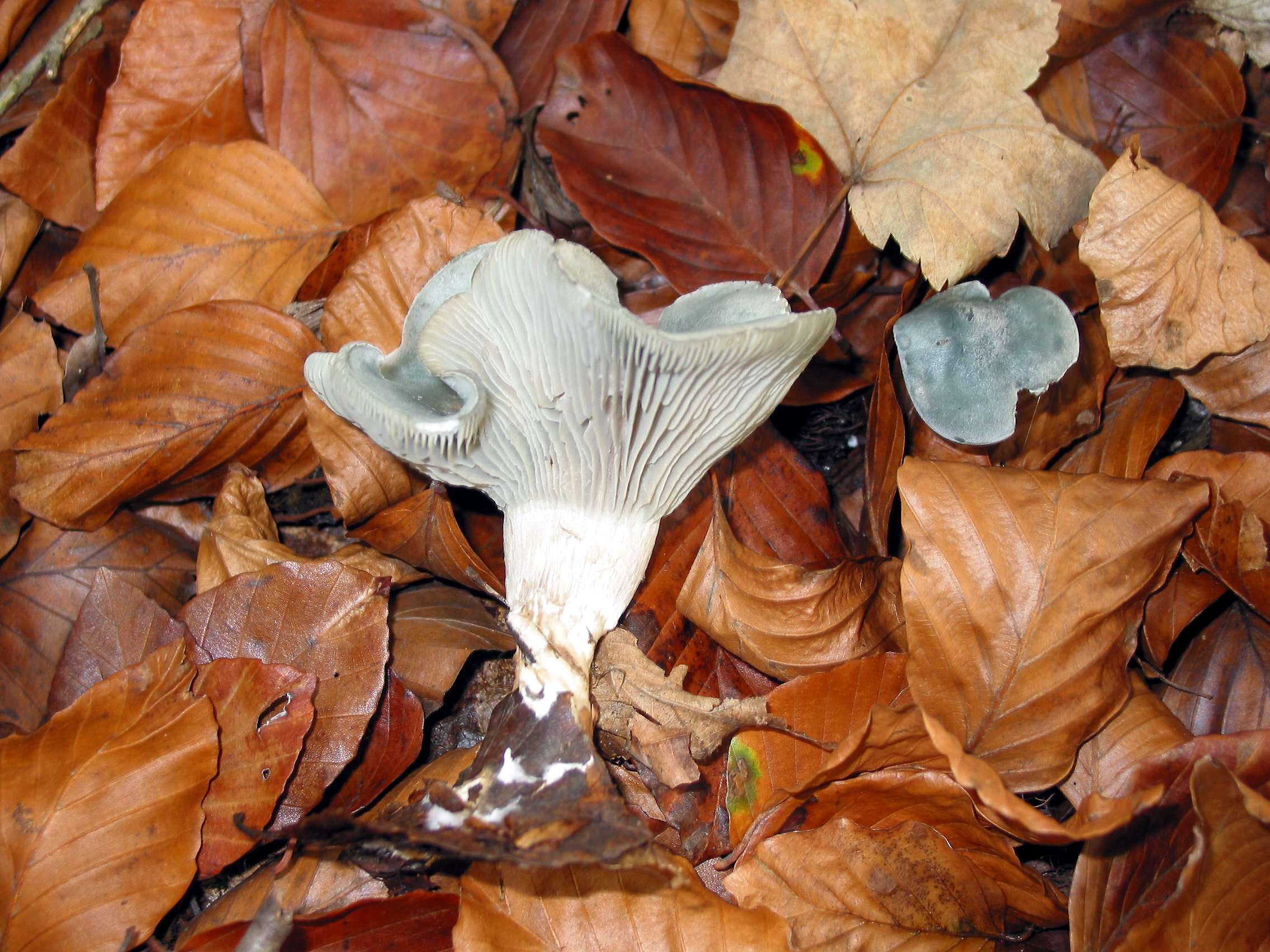
Hutunterseite mit den Lamellen

### Makroskopische Merkmale
Der Grüne Anis-Trichterling hat ausgewachsen meist eine graugrüne Farbe, wobei auch weiße Exemplare vorkommen können, Hut und Stiel sind etwa gleich gefärbt. Junge Pilze können eine bläuliche Tönung haben. Bei hoher Feuchtigkeit erscheint die Farbe dunkler, bei Trockenheit heller. Schon frühzeitig ist der Hut wellig aufgeschlagen mit einer Vertiefung in der Mitte. Er wird zwischen 3 und 10 cm breit. Die Lamellen sind eher weitstehend und laufen etwas den Stiel herab. Das aufgeschnittene Fleisch ist blassgrünlich und entfaltet einen süßlichen Geruch nach Anis. Beim Trocknen verliert er diesen typischen Geruch. Der Pilz kann auch stark verformt sein, zum Beispiel mit Buckeln auf dem Hut.

### Mikroskopische Merkmale
Die farblosen Sporen sind 6–7 Mikrometer lang und 3–4 µm breit.

## Ökologie
Lebensraum des Grünen Anis-Trichterlings sind Laub- und Nadelwälder. Dort erscheint der Fruchtkörper von Herbst bis in den Winter hinein und kann auch im Januar noch gefunden werden. Er wächst entlang von Wurzeln und dann meistens in kleinen Gruppen. An der Ostküste von Amerika kommt er hauptsächlich zusammen mit Eichen vor.

## Verbreitung
Der Grüne Anis-Trichterling ist in Asien, Europa und Amerika weit verbreitet.

## Artabgrenzung
Verwechslungsgefahr besteht bei weißen Exemplaren mit weiteren, ebenfalls nach Anis riechenden Trichterlingen, von denen einige Arten auch giftig sind, beispielsweise der Langstielige Duft-Trichterling (Clitocybe fragrans). Diese sind jedoch weißlich bis hell bräunlich gefärbt und enthalten keine Blautöne.

## Bedeutung
Der Grüne Anis-Trichterling ist verarbeitet essbar, roh giftig.